# Temacuil, Hidalgo
Temacuil är en ort i Mexiko.   Den ligger i kommunen Molango de Escamilla och delstaten Hidalgo, i den sydöstra delen av landet, 170 km norr om huvudstaden Mexico City. Temacuil ligger 883 meter över havet och antalet invånare är 159.
Terrängen runt Temacuil är bergig åt sydväst, men åt nordost är den kuperad. Runt Temacuil är det ganska glesbefolkat, med 35 invånare per kvadratkilometer. Närmaste större samhälle är Lototla, 11,0 km sydost om Temacuil. I omgivningarna runt Temacuil växer huvudsakligen savannskog.